# پرچم یمن جنوبی
پرچم یمن جنوبی از یک سه رنگ متشکل از سه نوار افقی مساوی قرمز، سفید و سیاه پرچم جبهه آزادی‌بخش ملی با شورون آبی آسمانی و یک ستاره قرمز کج شده در سمت چپ بالابر تشکیل شده بود.

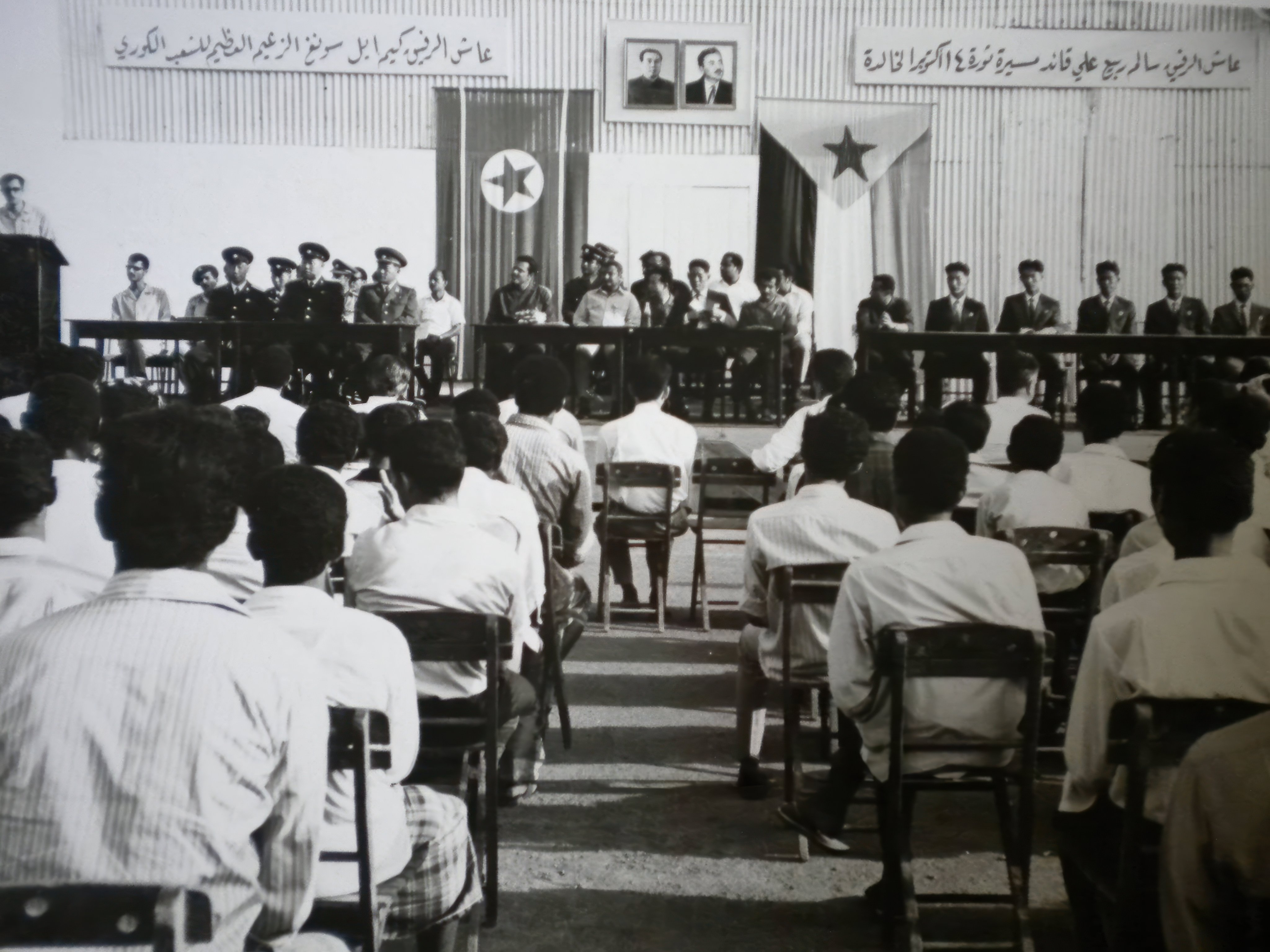
پرچم‌های عمودی یمن جنوبی و کره شمالی